# Гончаров Петро Фролович
Петро Фролович Гончаров (12 липня 1921, с. Бізюково, Дорогобузький район, Смоленська область — 17 липня 2001, Москва) — старшина Робітничо-селянської Червоної Армії, учасник Німецько-радянської війни, Герой Радянського Союзу (1945).

## Біографія
Петро Гончаров народився 12 липня 1921 року у селі Бізюково (нині — Дорогобузький район Смоленської області) в селянській родині. Закінчив чотири класи школи. Рано залишився без батька, працював спочатку в колгоспі, потім шофером на заводі гумових виробів на станції Баковка Одинцовського району Московської області. В 1940 році Гончаров призваний на службу в Робітничо-селянську Червону Армію. З червня 1941 року — на фронтах Німецько-радянської війни. Брав участь в обороні Ленінграда, захищав північно-східні підступи до міста, потім брав участь у прориві блокади Ленінграда в районі Синявино. До червня 1944 року старший сержант Петро Гончаров командував відділенням кулеметної роти 946-го стрілецького полку 142-ї стрілецької дивізії 23-ї армії Ленінградського фронту. Відзначився під час Виборзько-Петрозаводської операції.
9 липня 1944 Гончаров, незважаючи на масований ворожий вогонь, одним з перших переправився через річку Вуоксі, і разом зі своїм відділенням атакував групу фінських піхотинців, що засіли в будинку і що заважали просуванню батальйону, і знищив їх. Противник три рази робив контратаки проти позицій відділення, але кожного разу був змушений відступати. Коли на правому фланзі батальйону противнику вдалося вклинитися в бойові порядки, Гончаров на чолі групи врятував з бліндажа в тилу противника двох важко поранених офіцерів. При поверненні отримав поранення, але залишився в строю і взяв участь у відбитті ще трьох німецьких контратак. Коли фінські війська зробили психічну атаку, Гончаров знищив близько 120 солдатів та офіцерів противника. У загальній складності в боях на плацдармі Гончаров особисто знищив більше 200 солдатів та офіцерів.
Указом Президії Верховної Ради СРСР від 24 березня 1945 за «мужність, відвагу та героїзм, проявлені в боротьбі з німецькими загарбниками» старший сержант Петро Гончаров удостоєний високого звання Героя Радянського Союзу з врученням ордена Леніна та медалі «Золота Зірка» за номером 5540.
Надалі Гончаров брав участь у Млавсько-Ельбінзькій, Східно-Померанський, Берлінській операціях. За час війни п'ять разів був поранений та двічі контужений. В 1945 році у званні старшини Гончаров був демобілізований. Проживав та працював в Москві. Помер 17 липня 2001 року, похований на кладовищі «Ракитки» в Москві.
Був також нагороджений двома орденами Вітчизняної війни 1-го ступеня, двома медалями «За бойові заслуги», медалями «За оборону Ленінграда», «За перемогу над Німеччиною» та низкою інших.